# Richard Hennig
Richard Hennig (vollständiger Name Richard Carl Gustav Hennig; geboren am 12. Januar 1874 in Berlin; gestorben am 22. Dezember 1951 in Düsseldorf) war ein deutscher Verkehrswissenschaftler und Historischer Geograph.

## Leben
Richard Hennig war der Sohn des Kaufmanns Arthur Hennig (1846–1892) und dessen Frau Luise Wiebcke, geborene Schmaedicke (1853–1928). Der Geologe und Paläontologe Edwin Hennig war sein jüngerer Bruder. Nach dem Abitur studierte Richard Hennig an der Friedrich-Wilhelms-Universität in Berlin Naturwissenschaften mit dem Schwerpunkt Meteorologie, daneben Geschichte und Psychologie. Bereits seit 1896 Assistent am Meteorologischen Institut in Berlin, wurde er 1897 bei Wilhelm von Bezold mit einer Dissertation Untersuchungen über die Sturmfluten der Nordsee promoviert. Im selben Jahr war er für die Beobachtungen in der Wetterstation auf dem Brocken verantwortlich.
Von 1899 bis 1908 im Kabelvertrieb für Siemens und Halske beschäftigt, lebte Richard Hennig ab 1909 das Leben eines Privatgelehrten und widmete sich Studien zu Verkehrsgeographie, -geschichte und -politik. Ab 1911 gab er die von ihm gegründete Zeitschrift Weltverkehr. Zeitschrift für Weltverkehrswissenschaft und Weltverkehrspolitik heraus. Im Ersten Weltkrieg wurde er als Marine-Meteorologe anfangs in der Marine-Landfliegerabteilung Flugplatz Johannisthal, 1916–18 im Marine-Wetterdienst in Liepāja eingesetzt, wo er mit dem Meteorologen Otto Freybe zusammenarbeitete. Aus den Erfahrungen heraus entstand 1921 sein Buch "Praktische Wetterregeln für jedermann" als frühes Lehrwerk für die Flugmeteorologie. Nach Kriegsende erfolgte 1919 der Ruf auf den Lehrstuhl für Verkehrsgeographie an der Hochschule für Verkehr in Düsseldorf, an der er bis zu seiner Emeritierung 1939 lehrte. Während der Zeit des Nationalsozialismus vertrat Hennig offen eine gegenüber der Arbeitsgemeinschaft für Geopolitik, die der NSDAP nahestand, gegensätzliche Meinung. Für ihn war der Einfluss räumlicher Gegebenheiten auf ein Volk stärker zu bewerten als „Rasseeigenschaften“, was er in seinem erstmals 1928 erschienenen Werk Geopolitik. Die Lehre vom Staat als Lebewesen darlegte. Das Buch erfuhr bis 1938 fünf Auflagen, erst in dieser letzten Auflage entschärfte er seine Haltung, nachdem ihm offen gedroht worden war.
Handels- und Entdeckungsreisen, Verkehrswege und Warenströme waren neben der Meteorologie die wissenschaftlichen Forschungsschwerpunkte Richard Hennigs. Hierbei widmete er sich vor- und frühgeschichtlichen Problemen genauso wie den Auswirkungen neuester technischer Entwicklungen auf das zeitgenössische Verkehrswesen. Die Geographie der homerischen Epen, die Probleme um Atlantis, die Entdeckung Amerikas in all ihren Zügen bildeten Schwerpunkte jenseits des auch politisch auf seine Zeit wirkenden Forschens und schlugen sich in seinem vierbändigen Hauptwerk Terrae incognitae nieder.
Bereits vor seiner Promotion leistete er, beeinflusst von Carl Stumpf, wissenschaftliche Beiträge auf dem Gebiet der Psychologie und widmete sich immer wieder psychologischen Fragestellungen, zu denen er sich monographisch oder in Aufsätzen, etwa für die Zeitschrift für Psychologie, äußerte. Selbst mit einem herausragenden Datengedächtnis ausgestattet, galten seine psychologischen Untersuchungen, deren Objekt er bisweilen selbst war, vor allem diesem Phänomen. Eine ausgeprägte Musikalität führte ihn auch zu, meist psychologisch fundierten, musikwissenschaftlichen Untersuchungen. Darüber hinaus widmete er sich weiteren wissenschaftlichen Gebieten, die er in populären Darstellungen einem breiteren Publikum zugänglich machte.

## Veröffentlichungen
- Die Charakteristik der Tonarten : historisch, kritisch und statistisch untersucht vom psychophysiologischen und musikalischen Standpunkt aus. Dümmler, Berlin 1897. Google
- Untersuchungen über die Sturmfluten der Nordsee. Inauguraldissertation zur Erlangung der Doctorwürde von der Philosophischen Fakultät der Friedrich-Wilhelm-Universität zu Berlin. Genehmigt und öffentlich zu verteidigen am 1. Mai 1897. Druck von G. Bernstein, Berlin 1897 Google (BSB München)
- Jugend und Natur. Unmoderne Gedichte. Leipzig 1902.
- Wunder und Wissenschaft. Eine Kritik und Erklärung der okkulten Phänomene. Schultze, Hamburg 1904.
- Katalog bemerkenswerter Witterungsereignisse von den ältesten Zeiten bis zum Jahr 1800. Asher, Berlin 1904. Google (Cornell)
- Der moderne Spuk- und Geisterglaube. Eine Kritik und Erklärung der spiritistischen Phänomene. Schultze, Hamburg 1906.
- Die älteste Entwickelung der Telegraphie und Telephonie. Barth, Leipzig 1908.
- Bahnen des Weltverkehrs. Barth, Leipzig 1909.
- Buch berühmter Ingenieure. Spamer, Leipzig 1911.
- Gut und schlecht Wetter. Teubner, Leipzig 1911.
- Alfred Nobel, der Erfinder des Dynamits und Gründer der Nobelstiftung. Eine biographische Skizze. Franckh, Stuttgart 1912.
- Die Entwicklung des Naturgefühls. Das Wesen der Inspiration (= Schriften der Gesellschaft für psychologische Forschung. Band 17). Barth, Leipzig 1912.
- Die Hauptwege des Weltverkehrs. Fischer, Jena 1913.
- Probleme des Weltverkehrs. Paetel, Berlin 1913.
- Unser Vetter Tartuffe oder wie England seine Kolonien „erwarb“. Paetel, Berlin 1914.
- Vom Wetter. Gemeinverständliche Betrachtungen über Wind und Wetter und ihr Einfluss auf den Krieg. Deutsche Naturwissenschaftliche Gesellschaft, Leipzig 1915.
- Überseeische Telegraphie und auswärtige Politik. Heymann, Berlin 1919.
- Praktische Wetterregeln für jedermann. Franz Deuticke, Leipzig und Wien 1921.
- Von rätselhaften Ländern. Versunkene Stätten der Geschichte. Delphin, München 1925.
- Das Rätsel der Atlantis. Mittler & Sohn, Berlin 1925.
- Abhandlungen zur Geschichte der Schiffahrt. Fischer, Jena 1928.
- Freie Ströme! Gloekner, Leipzig 1926.
- Geopolitik. Die Lehre vom Staat als Lebewesen. Teubner, Leipzig 1928 (5. Auflage 1938).
  - 2. vermehrte Aufl. 1931 Google Books
  - 5., geänderte und vermehrte Aufl. 1938 (zus. mit Dr. Leo Körber) Google (Wisconsin)
- Weltluftverkehr und Weltluftpolitik. Zentral-Verlag G.m.b.H, Berlin 1930.
- Deutschlands Recht auf Kolonien. Alldeutscher Verband, Berlin 1934.
- Die Geographie des Homerischen Epos. Teubner, Berlin/Leipzig 1934.
- Wo lag Vineta? Versuch einer Klärung der Vineta-Streitfrage durch geographisch-historische, verkehrswissenschaftliche und textkritische Untersuchungen. Kabitzsch, Leipzig 1935.
- Verkehrsgeschwindigkeiten in ihrer Entwicklung bis zur Gegenwart. Enke, Stuttgart 1936.
- Terrae incognitae. Eine Zusammenstellung und kritische Bewertung der wichtigsten vorkolumbischen Entdeckungsreisen an Hand der darüber vorliegenden Originalberichte. 4 Bände. Brill, Leiden 1936–1939 (2. Auflage 1944–1956).
- Columbus und seine Tat. Eine kritische Studie über die Vorgeschichte der Fahrt von 1492. Geist, Bremen 1940.
- Das vor- und frühgeschichtliche Altertum in seinen Kultur- und Handelsbeziehungen. Reclam, Leipzig 1942.
- Das Wetter in Deutschland. Franckh’sche Verlagshandlung, Stuttgart 1947
- Wo lag das Paradies? Rätselfragen der Kulturgeschichte und Geographie. Verlag des Druckhauses Tempelhof, Berlin 1950.